# Jadów (gemeente)
De gemeente Jadów is een landgemeente in het Poolse woiwodschap Mazovië, in powiat Wołomiński.
De zetel van de gemeente is in Jadów.
Op 30 juni 2004 telde de gemeente 7776 inwoners.

## Demografie
Stand op 30 juni 2004:
| Omschrijving                   | Totaal | Totaal | Vrouwen | Vrouwen | Mannen | Mannen |
| ------------------------------ | ------ | ------ | ------- | ------- | ------ | ------ |
| eenheid                        | aantal | %      | aantal  | %       | aantal | %      |
| inwoners                       | 7776   | 100    | 3907    | 50,2    | 3869   | 49,8   |
| bevolkingsdichtheid (inw./km²) | 66,5   | 66,5   | 33,4    | 33,4    | 33,1   | 33,1   |

In 2002 bedroeg het gemiddelde inkomen per inwoner 1258,79 zł.

## Plaatsen
Adampol, Borki, Borzymy, Dębe, Dzierżanów, Iły, Jadów, Kukawki, Myszadła, Nowinki, Nowy Jadów, Nowy Jadów-Letnisko, Oble, Podbale, Podmyszadła, Sitne, Starowola, Strachów, Sulejów, Szewnica, Urle, Warmiaki, Wójty, Wólka Sulejowska, Wujówka, Wyglądały, Zawiszyn

## Oppervlakte gegevens
In 2002 bedroeg de totale oppervlakte van gemeente Jadów 116,87 km², waarvan:
- agrarisch gebied: 63%
- bossen: 29%

De gemeente beslaat 12,23% van de totale oppervlakte van de powiat.

## Aangrenzende gemeenten
- Korytnica
- Łochów
- Strachówka
- Tłuszcz
- Wyszków
- Zabrodzie